# Newsday
Newsday é um jornal diário estadunidense que era entregue inicialmente nos condados de Nassau e Suffolk do estado de Nova Iorque.

Recebeu o Prémio Pulitzer de Serviço Público em 1954, 1970 e 1974.